# Zhu Shuzhen (cràter)
Zhu Shuzhen és un cràter d'impacte en el planeta Venus de 29,4 km de diàmetre. Porta el nom de Zhu Shuzhen (1126-1200), poetessa xinesa, i el seu nom va ser aprovat per la Unió Astronòmica Internacional el 1991.